# Nazionale maschile di hockey su pista dell'Egitto
La nazionale di hockey su pista dell'Egitto è la selezione maschile di hockey su pista che rappresenta l'Egitto in ambito internazionale. Attiva dal 1948, opera sotto la giurisdizione della Federazione di pattinaggio dell'Egitto. Al 31 dicembre 2015 occupa il 44º posto nel ranking  FIRS.

## Risultati

### Campionato del mondo
| Edizione | Sede/i                         | Piazzamento      | G  | V | N | P  |      |
| 1936     | Stoccarda                      | Non partecipante | -  | - | - | -  | n.d. |
| 1939     | Montreux                       | Non partecipante | -  | - | - | -  | n.d. |
| 1947     | Lisbona                        | Non partecipante | -  | - | - | -  | n.d. |
| 1948     | Montreux                       | 8º posto         | 8  | 1 | 0 | 7  | Rosa |
| 1949     | Lisbona                        | Non partecipante | -  | - | - | -  | n.d. |
| 1950     | Milano                         | 10º posto        | 9  | 0 | 1 | 8  | Rosa |
| 1951     | Barcellona                     | Non partecipante | -  | - | - | -  | n.d. |
| 1952     | Porto                          | 9º posto         | 9  | 1 | 0 | 8  | Rosa |
| 1953     | Ginevra                        | 13º posto        | 6  | 0 | 0 | 6  | Rosa |
| 1954     | Barcellona                     | 13º posto        | 14 | 2 | 0 | 14 | Rosa |
| 1955     | Milano                         | Non partecipante | -  | - | - | -  | n.d. |
| 1956     | Porto                          | Non partecipante | -  | - | - | -  | n.d. |
| 1958     | Porto                          | Non partecipante | -  | - | - | -  | n.d. |
| 1960     | Madrid                         | 10º posto        | 9  | 0 | 0 | 9  | Rosa |
| 1962     | Santiago del Cile              | Non partecipante | -  | - | - | -  | n.d. |
| 1964     | Barcellona                     | Non partecipante | -  | - | - | -  | n.d. |
| 1966     | San Paolo                      | Non partecipante | -  | - | - | -  | n.d. |
| 1968     | Porto                          | Non partecipante | -  | - | - | -  | n.d. |
| 1970     | San Juan                       | Non partecipante | -  | - | - | -  | n.d. |
| 1972     | La Coruña                      | Non partecipante | -  | - | - | -  | n.d. |
| 1974     | Lisbona                        | Non partecipante | -  | - | - | -  | n.d. |
| 1976     | Oviedo                         | Non partecipante | -  | - | - | -  | n.d. |
| 1978     | San Juan                       | Non partecipante | -  | - | - | -  | n.d. |
| 1980     | Talcahuano e Santiago del Cile | Non partecipante | -  | - | - | -  | n.d. |
| 1982     | Barcelos e Lisbona             | Non partecipante | -  | - | - | -  | n.d. |
| 1984     | Novara                         | Non partecipante | -  | - | - | -  | n.d. |
| 1986     | Sertãozinho                    | Non partecipante | -  | - | - | -  | n.d. |
| 1988     | La Coruña                      | Non partecipante | -  | - | - | -  | n.d. |
| 1989     | San Juan                       | Non partecipante | -  | - | - | -  | n.d. |
| 1991     | Braga e Porto                  | Non partecipante | -  | - | - | -  | n.d. |
| 1993     | Bassano, Lodi e Sesto S.G.     | Non partecipante | -  | - | - | -  | n.d. |
| 1995     | Recife                         | Non partecipante | -  | - | - | -  | n.d. |
| 1997     | Wuppertal                      | Non partecipante | -  | - | - | -  | n.d. |
| 1999     | Reus                           | Non partecipante | -  | - | - | -  | n.d. |
| 2001     | San Juan                       | Non partecipante | -  | - | - | -  | n.d. |
| 2003     | Oliveira de Azeméis            | Non partecipante | -  | - | - | -  | n.d. |
| 2005     | San Jose                       | Non partecipante | -  | - | - | -  | n.d. |
| 2007     | Montreux                       | Non partecipante | -  | - | - | -  | n.d. |
| 2009     | Pontevedra e Vigo              | Non partecipante | -  | - | - | -  | n.d. |
| 2011     | San Juan                       | Non partecipante | -  | - | - | -  | n.d. |
| 2013     | Luanda e Namibe                | Non partecipante | -  | - | - | -  | n.d. |
| 2015     | La Roche-sur-Yon               | Non partecipante | -  | - | - | -  | n.d. |

### Campionato del mondo B
| Edizione | Sede/i            | Piazzamento      | G | V | N | P |      |
| 1984     | Parigi            | Non partecipante | - | - | - | - | n.d. |
| 1986     | Città del Messico | Non partecipante | - | - | - | - | n.d. |
| 1988     | Bogotà            | Non partecipante | - | - | - | - | n.d. |
| 1990     | Macao             | Non partecipante | - | - | - | - | n.d. |
| 1992     | Andorra la Vella  | Non partecipante | - | - | - | - | n.d. |
| 1994     | Santiago del Cile | Non partecipante | - | - | - | - | n.d. |
| 1996     | Veracruz          | Non partecipante | - | - | - | - | n.d. |
| 1998     | Macao             | Non partecipante | - | - | - | - | n.d. |
| 2000     | Chatham           | Non partecipante | - | - | - | - | n.d. |
| 2002     | Montevideo        | Non partecipante | - | - | - | - | n.d. |
| 2004     | Macao             | Non partecipante | - | - | - | - | n.d. |
| 2006     | Montevideo        | 11º posto        | 5 | 1 | 0 | 4 | Rosa |
| 2008     | Vanderbijlpark    | 8º posto         | 6 | 2 | 0 | 4 | Rosa |
| 2010     | Dornbirn          | 7º posto         | 8 | 3 | 0 | 5 | Rosa |
| 2012     | Canelones         | 9º posto         | 9 | 2 | 0 | 7 | Rosa |
| 2014     | Canelones         | 7º posto         | 6 | 0 | 0 | 6 | Rosa |